# NGC 5985
NGC 5985 je spirální galaxie v souhvězdí Draka vzdálená od Země přibližně 172 milionů světelných let. Objevil ji William Herschel 25. května 1788. Je hlavním členem skupiny galaxií označené LGG 402, kam patří i NGC 5982.
Tuto galaxii je možné pozorovat alespoň středně velkým hvězdářským dalekohledem. Její hvězdná velikost je 11,1 a při menším zvětšení je možné ji pozorovat v jednom zorném poli spolu s eliptickou galaxií NGC 5982 a spirální galaxií NGC 5981.